# Skat
Skat ist ein Kartenspiel für drei Personen. Es ist wie Poker und Bridge weltweit verbreitet. Skat ist ein Strategiespiel mit imperfekter Information, das durch das Mischen der Karten vor dem Geben auch ein Glücksspielelement enthält. Skat wird mit einem Blatt aus 32 Karten gespielt. Jeder Spieler erhält zehn Karten, die beiden übrigen, zunächst verdeckt bleibenden Karten sind der namensgebende Skat. Ein Alleinspieler spielt gegen die beiden Mitspieler (die Gegenpartei), die sich nicht absprechen dürfen. Nach dem Geben der Karten wird der Alleinspieler durch das sogenannte Reizen bestimmt. Sobald das Spiel beendet ist, wird ausgezählt, ob der Alleinspieler oder die Gegenpartei gewonnen hat. Die Punkte werden notiert, und man geht zum nächsten Spiel über. Meist spielt man mehrere Spiele in Folge mit reihum wechselndem Geber. Die Regeln sind komplex, es gibt eine große Zahl offizieller und umgangssprachlicher Skatbegriffe und regionaler Regelvarianten.
Skatspielen wurde als immaterielles Kulturerbe in Deutschland anerkannt. Die Deutsche UNESCO-Kommission hat Skat im Dezember 2016 in das Bundesweite Verzeichnis des immateriellen Kulturerbes aufgenommen.

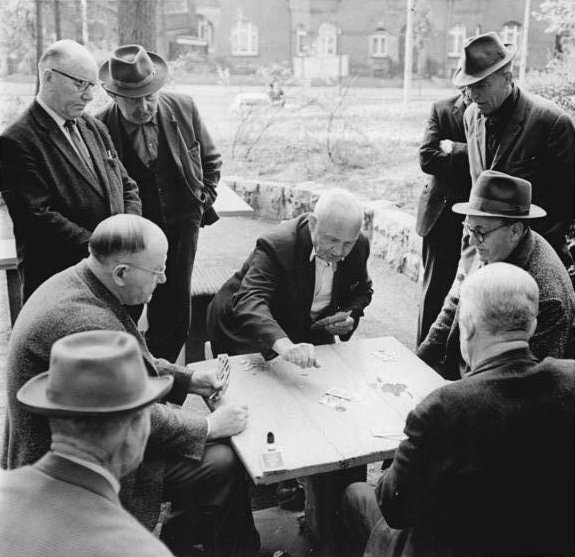
Skatspieler in einem Park in Erfurt (1967)

## Namensgebung
Der Begriff Skat geht nach allgemeiner Ansicht auf das italienische Verb scartare oder das damit verwandte, französische écarter (vgl. Écarté) zurück und bedeutet sinngemäß ‚das Weggelegte‘. Damit sind die beiden Karten gemeint, die beim Geben verdeckt beiseitegelegt bzw. vom Spieler gedrückt werden; diese werden der Skat oder auch der Stock genannt.

## Geschichte

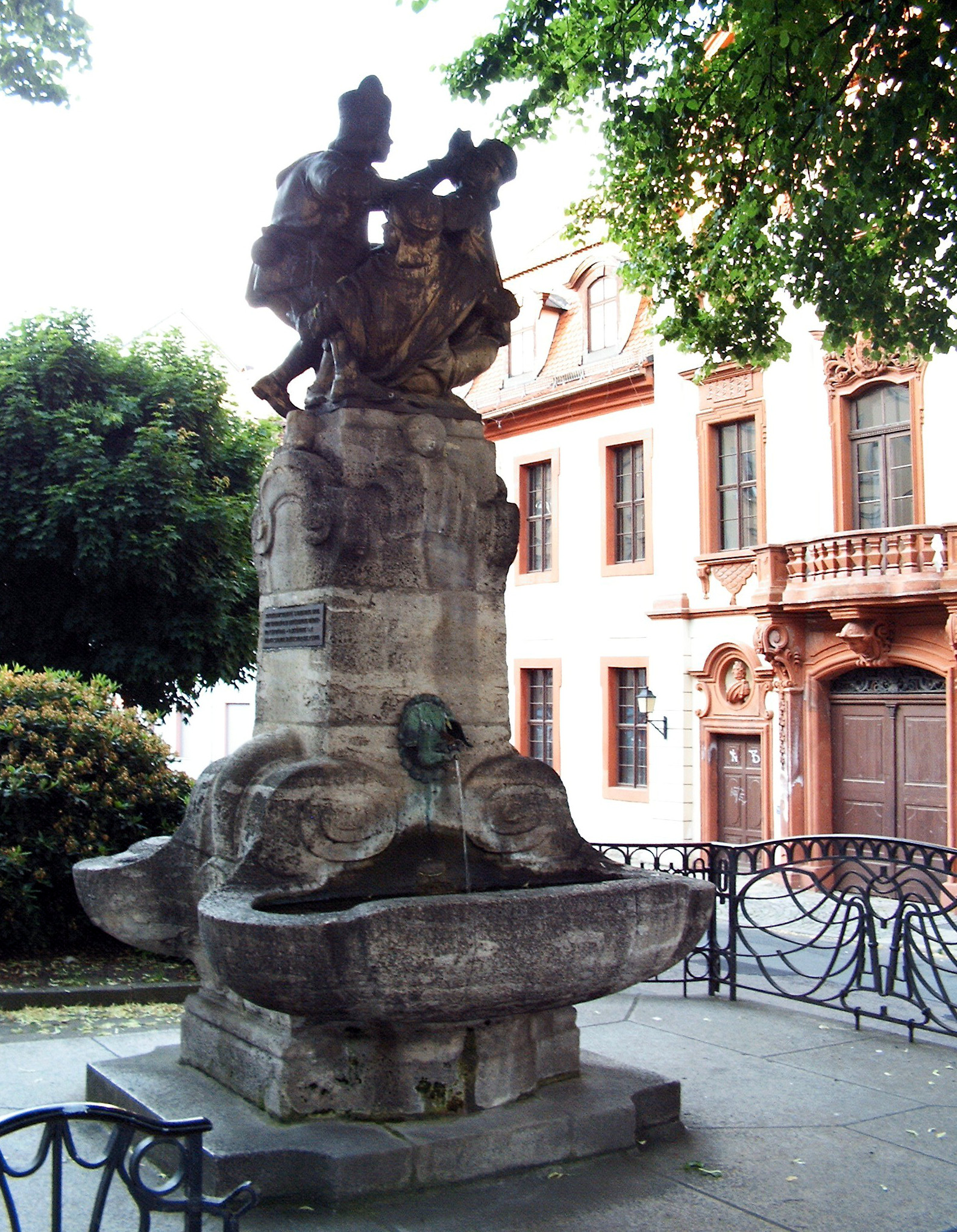
Der Skatbrunnen mit den „Vier Wenzeln“ in Altenburg

Skat entstand 1813 im heute Skatstadt genannten Altenburg  in Thüringen. In Altenburg werden seit 500 Jahren Spielkarten hergestellt. Im Jahre 1886 fand dort auch der erste deutsche Skatkongress mit mehr als 1000 Teilnehmern statt, und 1899 wurde dort der Deutsche Skatverband gegründet. Nach dem Zweiten Weltkrieg wurde 1953 der Sitz des Verbandes nach Bielefeld verlegt. 2001, elf Jahre nach der deutschen Wiedervereinigung, kehrte er wieder zurück nach Altenburg. Dieser Schritt wurde 2005 mit der Schließung der Geschäftsstelle Bielefeld abgeschlossen. Am 1. Dezember 2001 wurde in Altenburg das Internationale Skatgericht gegründet, das über strittige Fälle entscheidet.
Skat war ein beliebter Zeitvertreib des Komponisten Richard Strauss, und so komponierte er auch eine Skatpartie in seiner Oper Intermezzo.

## Verbreitung
Skat ist vor allem in Deutschland weit verbreitet. In Gaststätten wird regelmäßig Preisskat veranstaltet. Skat wird im Gegensatz zu den meisten anderen Kartenspielen auch sportlich organisiert betrieben, mit Skat-Verbänden, Vereinen, Ranglisten und sogar einer Bundesliga. Die meisten deutschen Skatvereine sind dem Deutschen Skatverband (DSkV) angeschlossen, der die Meisterschaften organisiert. Darüber hinaus ist der Weltverband International Skat Players Association schwerpunktmäßig verantwortlich für die Ausrichtung der im jährlichen Wechsel stattfindenden Welt- und Europameisterschaft, richtet aber mit seiner Untergliederung ISPA-Deutschland ebenso wie der DSkV eine eigene Deutsche Einzel- und Mannschaftsmeisterschaft aus und organisiert unter anderen ebenfalls einen eigenen Ligabetrieb.

## Skatblatt
| franz. Blatt | franz. Blatt | deutsches Blatt | deutsches Blatt |       |
| ------------ | ------------ | --------------- | --------------- | ----- |
| Karte        | Symbol       | Karte           | Symbol          | Augen |
| Ass          | A            | Daus/Ass        | (ohne)/A        | 11    |
| Zehn         | 10           | Zehn            | 10              | 10    |
| König        | K            | König           | K               | 4     |
| Dame         | D            | Ober            | O               | 3     |
| Bube         | B            | Unter           | U               | 2     |
| Neun         | 9            | Neun            | 9               | 0     |
| Acht         | 8            | Acht            | 8               | 0     |
| Sieben       | 7            | Sieben          | 7               | 0     |

| Farben des französischen Blattes           | Farben des französischen Blattes       | Farben des französischen Blattes        | Farben des französischen Blattes         |
| ------------------------------------------ | -------------------------------------- | --------------------------------------- | ---------------------------------------- |
| Karo ♦                                     | Herz ♥                                 | Pik ♠                                   | Kreuz ♣ Treff                            |
| ♦                                          | ♥                                      | ♠                                       | ♣                                        |
| Farben des deutschen Blattes               |                                        |                                         |                                          |
| Schellen Bollen                            | Rot Herz                               | Grün Blatt                              | Eicheln Eckern                           |
| Schellensymbol der Bayerischen Spielkarten | Herzsymbol der Bayerischen Spielkarten | Blattsymbol der Bayerischen Spielkarten | Eichelsymbol der Bayerischen Spielkarten |
| Farben des Vierfarbenblattes               |                                        |                                         |                                          |
| Karo (Orange)                              | Herz (Rot)                             | Pik (Grün)                              | Kreuz (Schwarz)                          |
| ♦                                          | ♥                                      | ♠                                       | ♣                                        |

Skat wird mit einem Blatt aus 32 Karten gespielt. Man unterscheidet zwischen französischem Blatt und deutschem, bayerischem Blatt oder sächsischem Blatt.
Das französische Blatt besteht aus den vier Farben Kreuz (auch Treff oder frz. trèfle genannt), Pik (auch Schippen, Schippe, Schüppen; frz. pique), Herz (auch Rot; frz. cœur oder rouge) und Karo (auch Eckstein; frz. carreau); jeweils mit den Karten Sieben, Acht, Neun, Zehn, Bube, Dame, König und Ass. Die Internationale Skatordnung verwendet die Bezeichnung Kreuz, die auch in Deutschland gebräuchlich ist. In Anlehnung an die französische Bezeichnung wird diese Farbe in Österreich fast ausschließlich Treff genannt; das entsprechende Kartensymbol stellt ein Kleeblatt (fr. trèfle) dar.
Beim deutschen Blatt sind die Farben Eichel (auch Eckern), Grün (auch Blatt, Laub oder Gras), Rot (auch Herz) und Schellen (auch Bollen), die in dieser Reihenfolge Kreuz, Pik, Herz und Karo entsprechen. Die Unter ersetzen die Buben und die Ober die Damen. Das Ass wird häufig Daus, Mehrzahl Däuser, genannt. Der Name Daus allerdings leitet sich von deux ab (franz. zwei). Das Daus war ursprünglich die Zwei und nicht die Eins; im Salzburger oder Einfachdeutschen Blatt hat sich dies noch erhalten. Die anderen Karten bleiben gleich.
In Ost-, Mittel- und Süddeutschland spielt man oft mit dem deutschen Blatt, in Norddeutschland hingegen mit dem französischen Blatt. Des Weiteren existiert seit 1994 das Französische Blatt mit deutschen Farben, das auch als Vierfarbenblatt bezeichnet wird, und das offizielle Turnierblatt des Deutschen Skatverbandes darstellt. In den Ländergrenzen von Sachsen, Sachsen-Anhalt und Thüringen wird traditionell mit dem Altenburger Blatt gespielt.

## Regeln nach der internationalen Skatordnung
Die offiziellen Regeln sind in der Internationalen Skatordnung festgelegt. Es werden aber auch verschiedene Varianten gespielt.

### Übersicht des Spielablaufs
Ein Skatspiel besteht aus zwei Teilen: dem Reizen und dem eigentlichen Spiel. Das Reizen ist eine Art Versteigerung, die derjenige gewinnt, der den höchsten Spielwert bietet. Er bestimmt, was für ein Spiel gespielt wird, und er spielt dann beim eigentlichen Spiel als Alleinspieler (oder Solist) gegen die beiden anderen (Gegenspieler, Gegenpartei). Der Alleinspieler muss sein Spiel so auswählen, dass der Spielwert mindestens so hoch ist wie das Reizgebot, mit dem er das Reizen gewonnen hat. Je höher jemand reizt, umso eingeschränkter sind somit seine Spielmöglichkeiten.
Skat ist ein Stichspiel: ein Spieler spielt aus, d. h., legt eine Spielkarte auf den Tisch und reihum legt jeder weitere Spieler eine Karte hinzu, wobei der zweite und dritte Spieler die vom ersten gespielte Karte bedienen (bekennen, angeben) müssen. Aus der Art und Reihenfolge der gespielten Karten ergibt sich, wer den Stich gewinnt (auch: den Stich macht). Dieser erhält die gespielten Karten, legt sie verdeckt vor sich ab und spielt zum nächsten Stich aus.
Bei den Standardspielen (Farbspiel oder Grand) muss man möglichst viele Augen erhalten, wobei jeder Kartenwert eine bestimmte Zahl von Augen zählt. Beim Nullspiel gewinnt der Alleinspieler, wenn er gar keinen Stich macht.

### Anzahl der Spieler und Spielrunden
Eine Skatrunde besteht aus drei oder mehr Spielern. Vier gilt als die ideale Anzahl und wird beim Turnierskat verwendet, soweit es die Zahl der Teilnehmer zulässt. Im Spielablauf werden mehrere Spiele gespielt, an denen jeweils drei der Spieler teilnehmen. Für jedes Spiel werden die Karten neu gegeben (verteilt). Der Geber nimmt bei vier oder mehr Personen nicht am Spiel teil. Von Spiel zu Spiel wechselt die Rolle des Gebers im Uhrzeigersinn. Hat auf diese Weise jeder Spieler einmal gegeben, so ist eine Runde abgeschlossen und eine weitere wird mit dem Fortsetzen durch den ersten Geber eingeleitet.
Beim Turnierskat ist die Zahl der Spiele pro Serie im Allgemeinen auf 48 festgelegt, was bei vier Spielern zwölf Runden entspricht. Im Freizeitspiel richtet sich die Rundenzahl meist nach den Vorlieben der einzelnen Spieler. Bei abweichender Spieleranzahl sollte gewährleistet sein, dass die Länge der Serie durch diese teilbar ist, damit jeder gleich oft Geber und Vorhand (Ausspieler) ist.

### Spielvorbereitung
Ein Spiel beginnt mit dem Mischen der Karten durch den vorher bestimmten Geber. Anschließend lässt dieser vom Spieler rechts neben sich einmal abheben und legt den liegen gebliebenen Teil der Karten auf den abgehobenen Teil des Kartenstoßes. Beim Abheben müssen mindestens vier Karten abgehoben und mindestens vier Karten liegen gelassen werden.
Danach teilt der Geber im Uhrzeigersinn, beginnend beim Spieler links neben sich, jedem der drei am Spiel teilnehmenden Spieler zunächst drei Karten aus. Die Teilnehmer werden im Uhrzeigersinn Vorhand (oder Vorderhand), Mittelhand und Hinterhand genannt. Danach legt er zwei Karten verdeckt in die Mitte des Tisches, diese bilden den sogenannten Skat oder Stock. Anschließend teilt er im Uhrzeigersinn, wieder beginnend bei der Vorderhand, jedem Spieler vier Karten aus, und abschließend noch einmal auf die gleiche Weise jedem drei Karten.
Der Geber muss die ausgeteilten Karten immer von der Oberseite des Stapels nehmen, so dass er die Kartenverteilung nach dem Abheben nicht mehr beeinflussen kann. Das Mischen, Abheben und Austeilen muss verdeckt erfolgen, so dass jeder nur die zehn Karten sieht, die er selbst erhält. Wenn eine Karte versehentlich sichtbar wird, muss der Geber neu mischen.

### Reizen

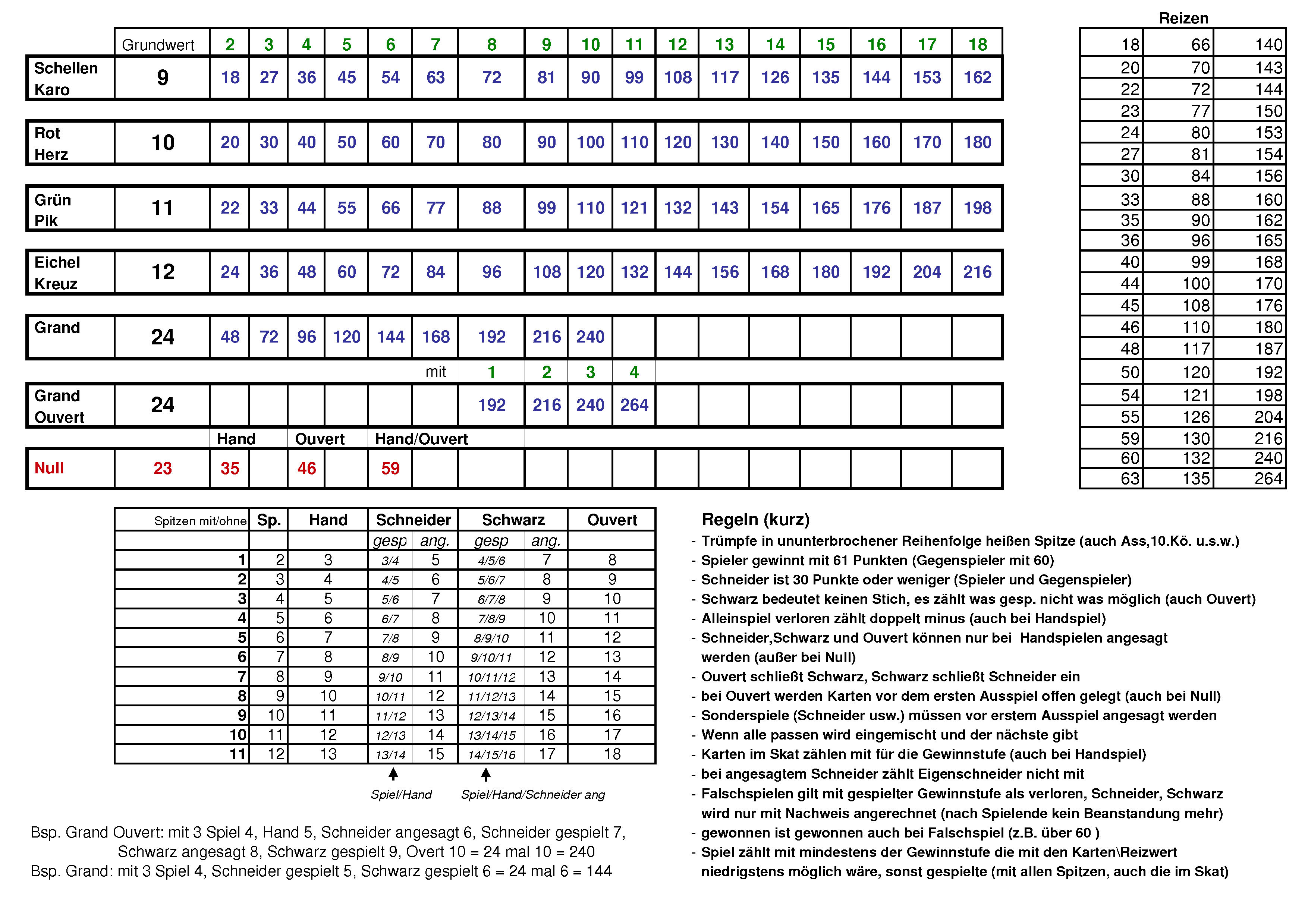
Reizwerte beim Skat

Reizwerte vereinfacht

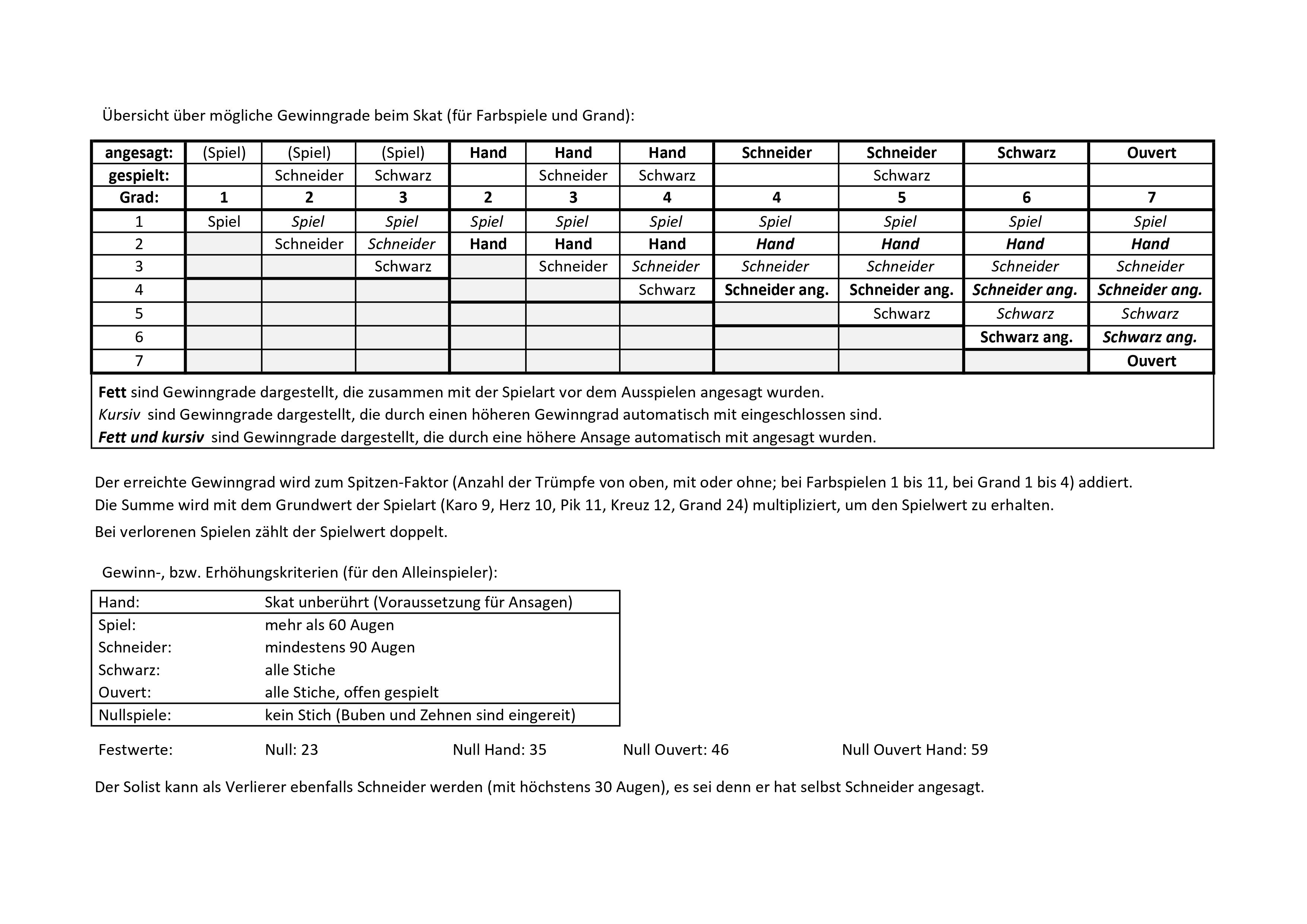
Mögliche Gewinngrade

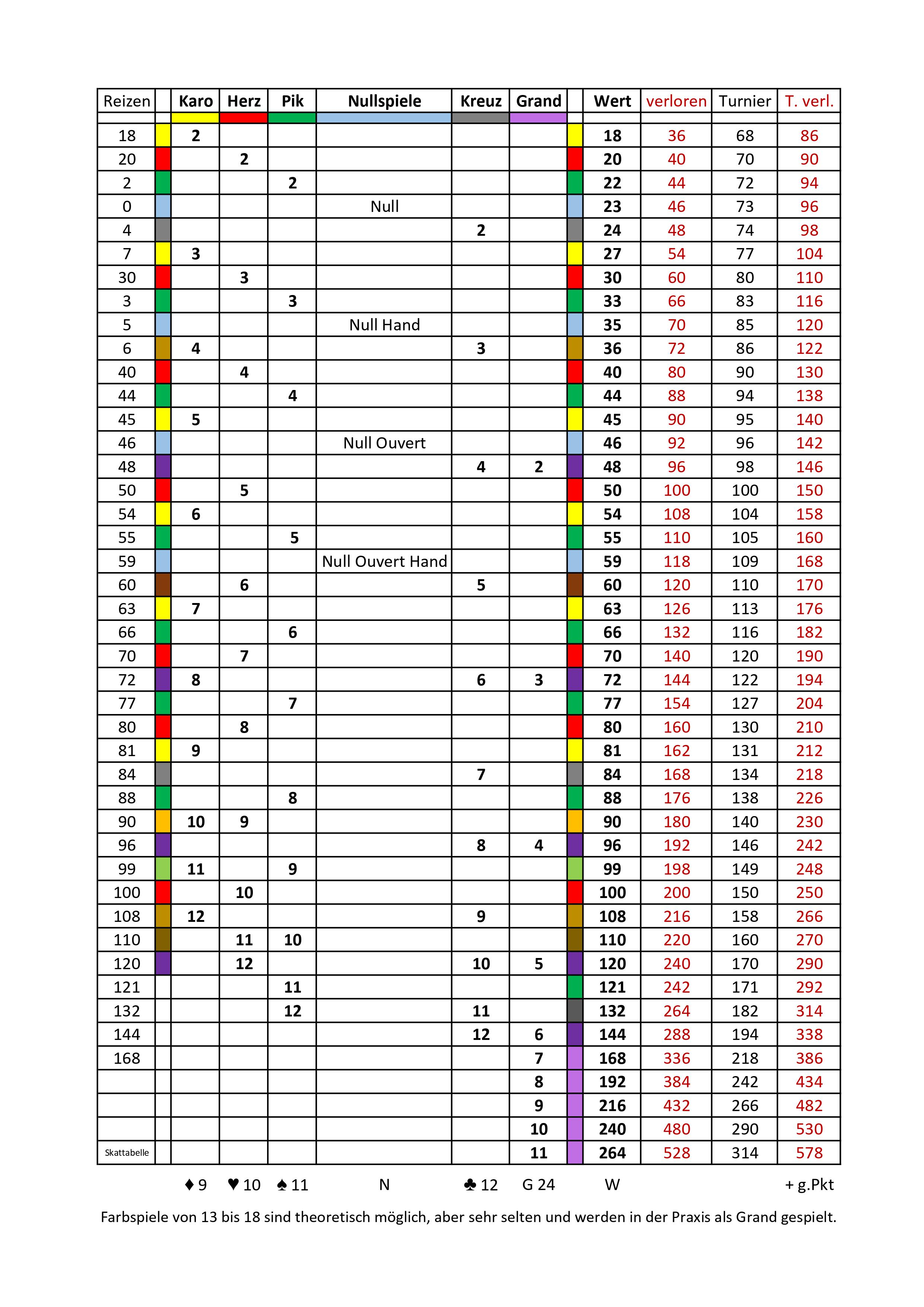
Kombinierte Reiz- und Spielwerttabelle

Noch bevor die erste Karte ausgespielt wird, muss durch das sogenannte Reizen bestimmt werden, welcher Spieler als Solist gegen die beiden anderen spielt. Das Reizen ist eine Art Punktauktion, bei der der Höchstbietende das Spiel „bekommt“, also Alleinspieler wird.
Dieses ist für Anfänger oft der komplizierteste Teil, da die Spielwerte im Kopf berechnet bzw. Nullspiele auswendig gekannt werden müssen.
Beim Reizen nennt der sagende Spieler dem hörenden immer höhere mögliche Spielwerte, bis einer der beiden passt (üblicherweise, indem er „weg“ sagt). Der Sagende kann auch von vornherein passen. Die Vorhand hört zunächst die Gebote der Mittelhand. Derjenige von den beiden, der nicht gepasst hat, hört als Nächstes die Gebote von Hinterhand. Wenn schließlich einer von diesen gepasst hat, ist damit der andere zum Alleinspieler bestimmt. Er spielt gegen die beiden anderen (Gegenpartei), die nun ein Team bilden, sich im Spielverlauf aber nicht absprechen dürfen. Der Alleinspieler erhält den Skat und darf die Art des Spiels bestimmen.
Im Allgemeinen versucht ein Spieler, der ausreichend gute Karten erhalten hat, also zum Beispiel mehrere Buben und viele Asse und 10er oder Buben und eine sogenannte Farbflöte (= viele Karten einer Farbe), Solist zu werden, um entsprechend Punkte zu gewinnen. Ein verlorenes Spiel wird andererseits mit den doppelten Minuspunkten bewertet.
Der Wert des Spiels muss mindestens so hoch sein wie das Reizgebot, mit dem der Alleinspieler das Reizen gewonnen hat. Der Spielwert richtet sich nach der Art des Spiels, nach den Karten, die der Alleinspieler hat (einschließlich der Karten im Skat, auch wenn dieser beim Reizen noch nicht bekannt ist) und nach der angesagten und der erreichten Gewinnstufe. Wenn sich nach dem Spiel herausstellt, dass das Reizgebot nicht erreicht wurde, was sich zum Beispiel durch ungünstige Karten im Skat ergeben kann, hat der Alleinspieler überreizt und sein Spiel verloren.
Wenn keiner der Spieler ein Reizgebot abgeben will, gilt das Spiel als eingepasst. Es wird entsprechend notiert, und der nächste Geber gibt für das nächste Spiel, d. h., das eingepasste Spiel wird nicht wiederholt. Beim Freizeitspiel wird häufig in diesem Fall ein Ramsch mit den ursprünglich ausgeteilten Karten gespielt. Der Ramsch ist aber nicht Bestandteil der offiziellen Skatregeln.
Nach dem Geben ermittelt zunächst jeder Spieler, welches Spiel bzw. welche möglichen Spiele er riskieren möchte und bestimmt auf diese Weise die Grenze, bis zu der er reizen will.

#### Spiel-Arten

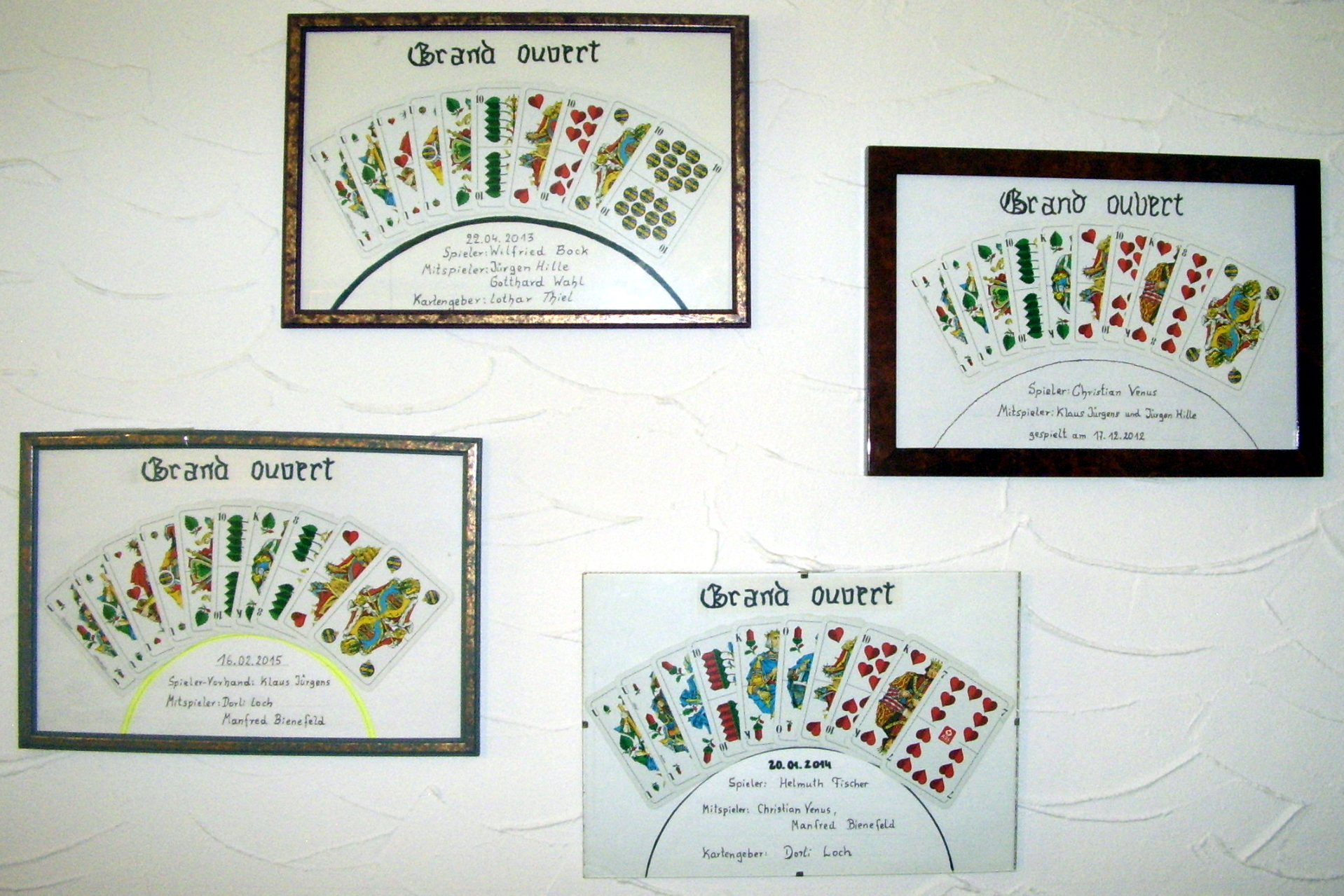
Aufgrund der Seltenheit des Spiels werden beim Grand ouvert üblicherweise die restlichen Karten zerrissen und die Spiele gerahmt z. B. in Gaststätten oder Vereinszimmern zur Schau gestellt.

Es gibt drei Kategorien von Spielen:
- Die Farbspiele, bei denen der Alleinspieler eine der Farben als Trumpf bestimmt. Die Karten dieser Farbe und die Buben bzw. Unter beim deutschen Blatt sind die Trumpfkarten. Wenn zum Beispiel Pik als Trumpf angesagt wird, sagt man Pik, Pik-Spiel oder es wird Pik gespielt.
- Der Grand (Großspiel), bei dem nur die Buben (Unter) Trumpf sind.
- Das Nullspiel, bei dem es keinen Trumpf gibt und der Alleinspieler gewinnt, wenn die Gegenpartei alle Stiche macht: ein Negativspiel.

Alle diese Spiele können auch als Handspiele oder offen/ouvert gespielt werden.
In einem gewöhnlichen Spiel nimmt der Spieler den Skat auf und drückt dann zwei von seinen nun zwölf Karten, d. h., er legt sie verdeckt ab, bevor er sein Spiel ansagt. Der Skat bietet einem also die Möglichkeit, seine Siegchancen zu erhöhen, indem passende Karten das Blatt aufwerten und unpassende Karten gedrückt werden können.
Bei einem Handspiel bleibt der Skat bis zum Ende des Spiels verdeckt und wird im Fall eines Farbspiels oder Grand bei Spielwertberechnung berücksichtigt und bei der Augenzählung zu den Stichen des Alleinspielers ebenso wie die gedrückten Karten bei einem gewöhnlichen Spiel hinzugezählt. Man sagt dann, dass jemand Hand oder von der Hand spielt. Bei einem Handspiel erhöht sich der Spielwert um eine Stufe.
Glaubt ein Spieler so sicher zu gewinnen, dass er der Gegenpartei seine Karten zeigen kann, dann kann er offen bzw. ouvert spielen: Der Alleinspieler legt dann seine Karten zum Spielen unmittelbar nach Spielansage sichtbar auf den Tisch. Auch dies erhöht den Spielwert. Beim Farbspiel oder Grand ist ouvert nur bei Handspiel möglich und wird nur gewonnen, wenn der Alleinspieler tatsächlich alle Stiche macht. Ein Nullspiel kann auch nach Skateinsicht offen gespielt werden.
Zum Reizen wird der Wert der Spiele laut internationaler Skatordnung durch zwei Faktoren bestimmt:
1. die Anzahl der „Spitzen“ (Buben und Trümpfe) + angesagter „Gewinngrad“, multipliziert mit
2. der gewählten „Trumpffarbe“ oder Art des Spiels.

Jeder Farbe ist ein Wert fest zugeordnet: Kreuz = 12, Pik = 11, Herz = 10, Karo = 9. Dem Grandspiel (auch beim Grand Ouvert), bei dem nur die Buben Trümpfe sind, ist der Wert 24 zugeordnet. Ausnahmen sind Nullspiele, die feststehende Werte haben (23, Hand 35, offen 46, offen Hand 59). Bei Null gibt es keine „Spitzen“.

#### Der Spitzen-Faktor
Zur Bestimmung des Spitzen-Faktors wird gezählt, wie viele der Trümpfe vom Kreuz-Buben an lückenlos vorhanden oder im Gegenteil nicht vorhanden sind.
Dazu gilt für die Trümpfe die Rangfolge Kreuz-Bube, Pik-Bube, Herz-Bube, Karo-Bube, sowie in der gewählten Trumpffarbe Ass, 10, König, Dame, 9, 8, 7. Hier werden die Spitzenfaktoren unterschieden zwischen Mit (Zahl) und Ohne (Zahl).
Mit (Zahl): Hat ein Spieler den Kreuz-Buben, ist der Faktor die Anzahl der lückenlos folgenden Buben und weiteren Trümpfe (Ass, 10, König usw.) der Trumpffarbe. Fehlt einer, so werden weitere nicht mitgerechnet.
- Kreuz-Bube, Pik-Bube und Karo-Bube sind zwei Spitzen (da der Herz-Bube fehlt). Man sagt: „Mit 2“
- Kreuz-Bube, Pik-Bube, Herz-Bube, Karo-Bube, Trumpf-Ass zählen als fünf Spitzen. Man sagt: „Mit 5“

Ohne (Zahl): Ist der Kreuz-Bube nicht vorhanden, so zählt man die „Lücken“ bis zum ersten vorhandenen Trumpf.
- Höchster vorhandener Trumpf ist der Herz-Bube. Man sagt: „Ohne 2“
- Höchster vorhandener Trumpf ist der König der Trumpf-Farbe (es fehlen also vier Buben + Trumpf-Ass + Trumpf-10 = 6 Spitzen). Man sagt: „Ohne 6“

Bei der Bestimmung des endgültigen Spielwerts zählen jedoch neben den Karten, die der Spieler auf der Hand hat, auch die im Skat liegenden, dem Spieler noch unbekannten Karten mit. Dadurch kann sich, falls fortlaufende obere Trumpfkarten liegen, der Spielwert nachträglich noch verändern, was ein Überreizen zur Folge haben kann. Eine Ausnahme stellt das Nullspiel dar.

#### Der Gewinngrad
Der Gewinngrad ist im einfachsten Fall 1 und erhöht sich folgendermaßen:
- 1 = „Spiel“ (Alleinspiel gegen zwei Spieler)
- 2 = Schneider (Gegenpartei oder Solist bekommen nur 30 oder weniger Augen)
- 3 = Schwarz (Gegenpartei oder Solist bekommt keinen Stich)

oder (im Fall eines Handspiels):
- 1 = „Spiel“
- 2 = Hand (Skat wird nicht aufgenommen)
- 3 = Schneider
- 4 = Schwarz, oder: Schneider angesagt (Der Solist spielt „Hand“ und gewinnt das Spiel nur, wenn die Gegenpartei im Schneider bleibt)
- 5 = Schneider angesagt und Schwarz
- 6 = Schwarz angesagt (Der Solist spielt „Hand“ und gewinnt das Spiel nur, wenn die Gegenpartei Schwarz bleibt)
- 7 = Offen (Solist spielt „Hand“ und legt zusätzlich zum Schwarz-Ansagen seine Karten, bevor Vorhand die erste Karte ausspielt, offen auf den Tisch)

Aus der Multiplikation des Spitzenfaktors plus Gewinngrad mit der Trumpffarbe ergibt sich, wie hoch gereizt werden kann. Da der niedrigste Gewinngrad („Spiel“) 1 zählt, wird also im einfachsten Fall zum Spitzenfaktor die Zahl 1 hinzugerechnet. Eventuelle höhere Gewinngrade (beispielsweise „Hand“) erhöhen den Wert zusätzlich.
Beispielwerte können sein:
- „mit zwei, Spiel: drei mal Kreuz“ = 3 · 12 = 36
- „ohne vier, Spiel: fünf mal Karo“ = 5 · 9 = 45
- „mit fünf, Spiel: sechs Hand sieben mal Herz“ = 7 · 10 = 70
- „mit einem, Spiel: zwei Hand drei Schneider vier angesagt fünf mal Pik“ = 5 · 11 = 55
- „mit drei, Spiel: 4 mal Grand“ = 4 · 24 = 96

#### Reiz-Prozedur und Spielansage

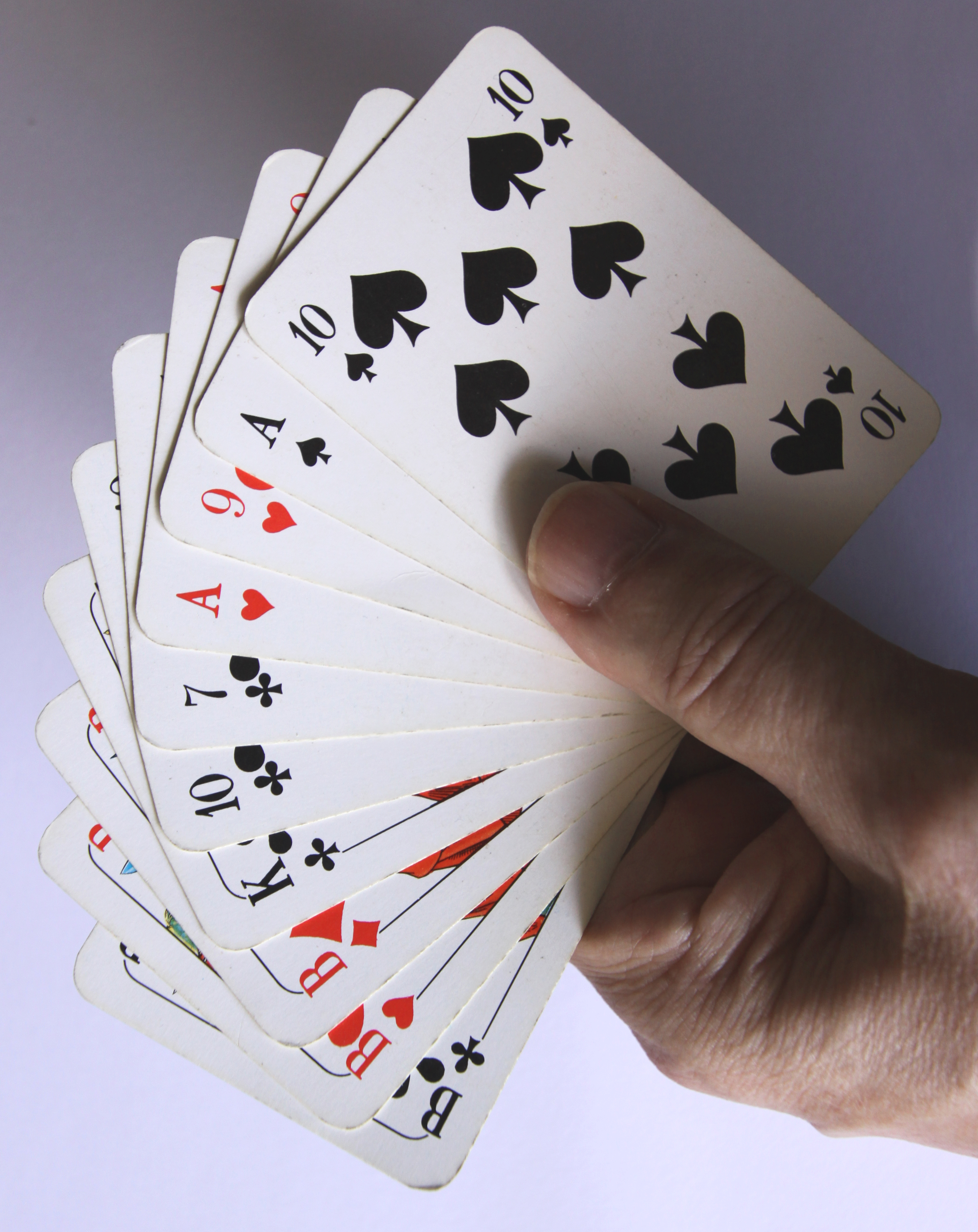
Skatblatt: Der Spieler besitzt drei Buben, darunter den Kreuz-Buben, den „Alten“. Er könnte zum Beispiel „mit einem“ auf ein Kreuzspiel bis 24 oder für einen „Grand“ bis 48 reizen.

Nachdem sich jeder Spieler entschieden hat, ob und bis zu welchem Wert er reizen möchte, spielt sich nun eine Art Auktion ab. Beim Geber anfangend werden dafür die folgenden Rollen im Uhrzeigersinn festgelegt: „Geben, Hören, Sagen, Weitersagen“.
Der Spieler, der mit Sagen an der Reihe ist, sagt dem Hörer in der Regel so lange den nächsten Wert einer festen Folge, wie dieser mitgeht oder bis er seinen errechneten Spielwert erreicht hat und danach „passen“ muss. Die Folge ergibt sich aus den möglichen Spielwerten: 18 (2 · Karo), 20 (2 · Herz), 22 (2 · Pik), 23 (Nullspiel), 24 (2 · Kreuz), 27 (3 · Karo), 30, 33, 35 (Null Hand), 36, 40, 44, 45, 46, 48, 50 usw. Häufig wird in der Praxis (ab dem Spielwert 22, jedoch nicht früher und nicht bei durch 10 teilbaren Zahlen) nur noch die Einerstelle („Vier“ statt „24“) oder „Null“ statt 23 gesagt. Daraus ergibt sich die mysteriös anmutende Reihe: 18, 20, 2, Null, 4, 7, 30, 3, 5, 6, 40.
Eine Pflicht, alle Werte dieser Folge zu sagen, besteht allerdings nicht. Der „Sager“ könnte auch sofort den Wert sagen, den er reizen möchte („Sprungreizen“), was im Einzelfall deswegen für ihn einen Vorteil bringen kann, weil der dritte Mitspieler, also der Partner des Gegenspielers, keine Information darüber erhält, welches Spiel sein Partner beabsichtigt hatte, also von welcher Farbe der Partner viele Karten hat.
Der Hörer antwortet, ob er diesen Wert auch spielen will und kann, indem er mit „ja“, „weg“, „passe“ oder auf ähnlich deutliche Weise antwortet. Ist auf diese Weise einer der beiden aus dem Reizen ausgestiegen, so ist nun der nächste Mitspieler mit „Weitersagen“, also bei Spiel zu dritt der „Geber“, an der Reihe. Er kann mit dem Reizen fortfahren oder passen.
Immerhin ist es möglich, aus den gereizten Werten Rückschlüsse auf die Karten der Konkurrenten zu ziehen: Hat ein Spieler beispielsweise bis 24 gereizt und ist dann „weg“, dann hat er wahrscheinlich entweder den Kreuz-Buben ohne Pik-Buben oder den Pik-Buben ohne den Kreuz-Buben und einiges an Kreuz-Karten auf der Hand (mit/ohne einen Spiel zwei mal 12 = 24). Allerdings kann man sich darauf natürlich nicht verlassen, es kann ein Bluff gewesen sein, oder schlicht fehlender Mut, weiter zu reizen.
Auf diese Weise wird ermittelt, welcher der Spieler das „Spiel macht“. Er spielt allein gegen die anderen beiden Spieler. Er nimmt dann den Skat in sein Blatt auf und muss danach wieder zwei beliebige Karten verdeckt ablegen („drücken“). Ausnahme: Wird ein „Hand“-Spiel angesagt, so bleibt der Skat unbesehen liegen. Die abgelegten Karten beziehungsweise der nicht aufgenommene Skat zählt bei der Abrechnung zu den Stichen des Alleinspielers. Es lohnt sich also, nicht nur unpassende, sondern auch gefährdete hochwertige Karten zu drücken.
Danach sagt der Alleinspieler sein „Spiel“ an, indem er eine der Farben oder nur die Buben (=„Grand“) als Trumpf auswählt oder ein „Nullspiel“ ansagt. Bei Handspielen, also wenn er den Skat nicht aufnimmt, kann er zusätzlich eventuell noch Schneider oder Schwarz ansagen, was das Spiel für ihn schwieriger macht, jedoch den Punktwert erhöht.

#### Überreizen
In jedem Fall muss am Ende der tatsächliche Spielwert unter Berücksichtigung von Schneider und Schwarz mindestens den gereizten Wert erreichen. Andernfalls hat sich der Spieler überreizt und dadurch das Spiel verloren. Daher ist es riskant, „ohne“ (die höchsten Trümpfe) zu reizen, da sich die Anzahl der fehlenden Spitzen und somit der Spielwert durch die im Skat gefundenen Karten verringern kann.
Das folgende Beispiel illustriert die Problematik des Überreizens mit möglichen Lösungen für den Alleinspieler:
- Gereizt: Ohne 2, Spiel 3 mal Kreuz (12) = 36
- Im Skat gefunden: Kreuz-Bube
- Tatsächlicher Wert des Spiels: Mit 1, Spiel 2 mal Kreuz (12) = 24

Das Spiel ist nun überreizt, wovon die Gegenspieler aber zunächst nichts wissen. Der Alleinspieler muss nun durch geschicktes Spielen das Spiel auf mindestens 36 aufwerten. Das wäre in diesem Fall gegeben, wenn er die Gegenpartei im Schneider hält: Mit 1, Spiel 2, Schneider 3 mal Kreuz (12) = 36. Gelingt ihm dies nicht, ist das Spiel verloren. Eine andere Möglichkeit wäre die Wahl einer anderen Spielart, beispielsweise Grand: Mit 1, Spiel 2 mal Grand (24) = 48. Eine weitere Variante wäre, durch ein Handspiel sich dieser Gefahr nicht auszusetzen. Zwar zählt der im Skat liegende Kreuz-Bube auch bei Handspielen, das Spiel hat dennoch einen ausreichenden Spielwert: Mit 1, Spiel 2, Hand 3 mal Kreuz (12) = 36.
Allerdings kann damit nur die Lücke von einer Spitze ausgeglichen werden (bei Nicht-Mitreizen des Handspiels zur Erlaubnis des Solospiels), da das Handspiel das Spiel nur um 1 erhöht. Wenn beispielsweise der Karo-Bube auf der Hand liegt, ein Karo gespielt (Spielwertung gesamt ohne 3 Spiel 4 mal 9 = 36) werden soll und ein Bube in Pik oder Kreuz im nicht angesehenen Skat liegt, hat sich der Spieler trotz Handspiel überreizt, wenn er mehr als 27 gereizt hat (mit oder ohne 1 Spiel 2 Hand 3 mal 9 = 27).
Wenn mindestens die ersten 3 Buben fehlen, ist diese Taktik somit äußerst gefährlich, während ohne 2 Spiel 3 mal 9 = 27 noch durch Handspiel (mit oder ohne 1 Spiel 2 Hand 3 mal 9 = 27) kompensiert werden kann.

### Spiel

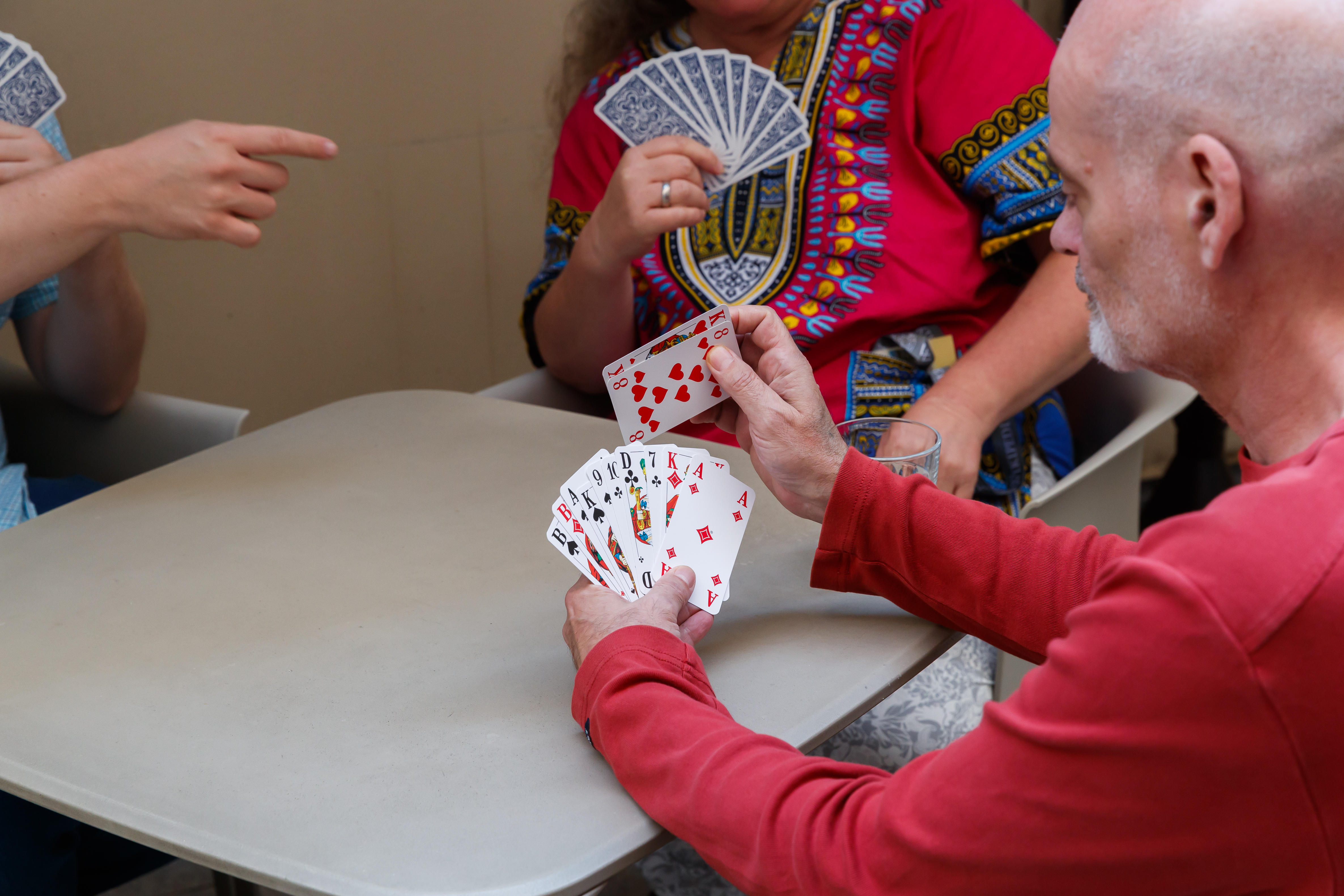
Skatspieler beim Aufnehmen des Skats

Das eigentliche Spiel teilt sich in zehn Stiche. Der Spieler links vom Geber (Vorhand) spielt den ersten Stich an, indem er eine beliebige seiner Karten offen auf den Tisch legt. Im Uhrzeigersinn tun ihm die anderen Spieler (Mittel- und Hinterhand) dies gleich, bis von jedem Spieler eine Karte auf dem Tisch liegt. Mittel- und Hinterhand müssen dabei die von Vorhand gespielte Karte bedienen (bekennen): Hat Vorhand Trumpf bzw. eine Farbe gespielt, müssen sie jeweils auch eine Trumpfkarte oder eine Karte von der gleichen Farbe spielen. Falls sie keine solche haben, können sie eine beliebige Karte spielen.
Den Stich gewinnt, wer die ranghöchste Trumpfkarte im Stich gespielt hat oder, falls kein Trumpf gespielt wurde, die ranghöchste Karte der von Vorhand angespielten Farbe. Er zieht die drei Karten des Stichs ein und legt sie verdeckt vor sich auf einen Stapel.
Die nachfolgenden Stiche laufen genauso ab, nur ist immer der Spieler Vorhand und spielt den Stich an, der den vorhergehenden Stich gewonnen hat. Die im Uhrzeigersinn nachfolgenden Spieler sind dann entsprechend Mittelhand und Hinterhand.
- Bei den Farbspielen sind die Buben die ranghöchsten Trümpfe, in der absteigenden Folge: Kreuz, Pik, Herz, Karo. Die Rangfolge der übrigen Karten (sowohl Trumpf als auch andere) ist: Ass, 10, König, Dame, 9, 8, 7.
- Beim Grand sind die Buben in gleicher Reihenfolge die einzigen Trümpfe.
- Beim Nullspiel gibt es keinen Trumpf. Bube und 10 haben keine Sonderstellung, man sagt: sie reihen sich ein. Die Rangfolge ist absteigend: Ass, König, Dame, Bube, 10, 9, 8, 7.

Beim Farbspiel und Grand sind für das Spielergebnis die Augen der Karten maßgeblich; jede Partei zählt nach dem Spiel die Augen ihrer Stiche zusammen. Das Ass zählt elf Augen, die 10 zählt zehn Augen, der König vier, die Dame drei und der Bube zwei Augen. Die übrigen (9, 8, 7), die auch Luschen genannt werden, zählen nichts. Für den Alleinspieler zählen auch die gedrückten Karten oder bei einem Handspiel die beiden Karten im Skat.
Der Alleinspieler gewinnt sein Spiel (in der einfachen Gewinnstufe), wenn er mehr als die Hälfte aller Augen erhalten hat, also mindestens 61, während den Gegenspielern für den Sieg 60 Augen genügen. Daneben gibt es die Gewinnstufe Schneider, für die man mindestens 90 Augen braucht, und die Gewinnstufe Schwarz, für die man alle Stiche (nicht nur alle Augen) gewinnen muss.
Ein Nullspiel wird vom Alleinspieler gewonnen, wenn die Gegenspieler alle 10 Stiche bekommen, anderenfalls gewinnen die Gegenspieler. Hier gibt es keine verschiedenen Gewinnstufen.

#### Stiche
Der Spieler links vom Geber (Vorhand) spielt als erster eine beliebige Karte zum ersten Stich aus. Die anderen Spieler (Mittelhand, Hinterhand) müssen dann im Uhrzeigersinn ebenfalls eine Karte derselben Farbe ausspielen (bedienen) bzw. müssen Trumpf bedienen, wenn Vorhand Trumpf angespielt hat. Je nachdem, ob eine höhere oder niedrigere Karte bedient wird, spricht man von übernehmen oder zugeben. Wenn z. B. Herz Trumpf ist und die Herz 8 angespielt ist, muss Trumpf, also Herz oder ein Bube, gespielt werden, und wenn Pik 7 angespielt ist, muss man eine Pik-Karte (aber nicht den Pik-Buben, da er Trumpf ist) bedienen.
Hat ein Spieler keine Karte, mit der er bedienen könnte, so darf er eine beliebige andere Karte spielen. Spielt er auf eine Farbkarte eine Trumpfkarte, so spricht man davon, dass er einsticht (oder sogar übersticht, sofern dieser Stich bereits von Mittelhand durch Spielen von Trumpf übernommen wurde und Hinterhand eine noch höhere Trumpfkarte spielt). Je nachdem, ob der Stich vermutlich dem Gegner oder dem Partner zufallen wird oder bereits zugefallen ist, kann versucht werden, unpassende Karten abzuwerfen oder zu schmieren beziehungsweise zu wimmeln, dies bedeutet dem Partner Augen zukommen zu lassen.
Haben alle drei Spieler eine Karte gespielt, so bekommt derjenige Spieler die drei Karten (macht den Stich), der die höchste Trumpfkarte oder, falls kein Trumpf gespielt wurde, die höchste Karte der angespielten Farbe gespielt hat. Hierbei gilt wie erwähnt die aufsteigende Rangfolge 7, 8, 9, Dame, König, 10, Ass und bei der Trumpffarbe daran anschließend die Buben in der Reihenfolge Karo, Herz, Pik, Kreuz. Karten, die kein Trumpf und nicht von der angespielten Farbe sind, können keinen Stich gewinnen. Der Gewinner des Stiches ist im nächsten Stich Vorhand, spielt also an.
Beim Nullspiel ändert sich die Reihenfolge der Karten und es gibt keinen Trumpf, siehe Nullspiele.

#### Wertung
Die Augen der Stiche der beiden Gegenspieler werden zusammengezählt, beim Solospieler werden die Augen der gedrückten Karten beziehungsweise des nicht aufgenommenen Skats mitgezählt. Die Summe der Kartenwerte wird wie folgt ermittelt: 7, 8, 9 zählen keine Augen (sie werden im Spielerjargon auch Luschen genannt), ein Bube 2 Augen, eine Dame 3, ein König 4, die 10 zählt 10 und ein Ass 11 Augen.
Insgesamt sind also 120 Augen im Spiel. Hat der Alleinspieler mindestens 61 Augen, so hat er gewonnen (sofern der Alleinspieler nur 60 Augen auf der Hand hat, so spricht man im Fachjargon vom „gespaltenen Arsch“ oder seltener „Spaltarsch“). Der Gegenpartei genügen jedoch 60 Augen zum Sieg. Hat der Spieler Schneider oder Schwarz angesagt oder so hoch gereizt, dass er die zusätzlichen Zähler benötigt, braucht er 90 oder mehr Augen beziehungsweise alle zehn Stiche, um zu gewinnen. Dabei ist zu beachten, dass auch ein Nullaugen-Stich, also ein Stich, der nur Luschen (7, 8, 9) enthält, einen Stich darstellt. Eine Partei, die einen oder mehrere solcher Stiche erzielt hat, ist demnach nicht schwarz gespielt worden. Zusätzlich ist die „Überreizregel“ zu beachten (siehe auch oben): Ein Spieler, der höher gereizt hat, als sein Spiel wert war, verliert.

#### Nullspiele
Außer dem beschriebenen Normalfall gibt es Sonderspiele für den Fall, dass der Alleinspieler besonders niedrige, also in normalen Spielen schlechte, Karten hat. Ein solches Spiel gilt jeweils als gewonnen, wenn der Alleinspieler keinen Stich bekommt. Die Augenwertung spielt hier keine Rolle. Die Spiellogik wird dadurch quasi auf den Kopf gestellt:
- Null (Wert 23): Der Spieler nimmt den Skat auf und muss zwei Karten drücken.
- Null Hand (Wert 35): Der Spieler lässt den Skat unbesehen auf dem Tisch liegen.
- Null Ouvert (Wert 46): Der Spieler legt dabei seine Karten offen auf den Tisch, darf aber vorher den Skat aufnehmen und zwei Karten drücken.
- Null Ouvert Hand (Wert 59): Der Spieler lässt den Skat unbesehen auf dem Tisch liegen und legt seine Karten offen hin.

Bei den Nullspielen sind die Karten anders gereiht. Es gibt keinen Trumpf, die Reihenfolge ist 7–8–9–10–Bube–Dame–König–Ass. Man sagt, die 10 und der Bube sind eingereiht.

#### Aufschreiben
Im Allgemeinen werden viele Spiele gemacht, so dass man für jeden Spieler eine Spielwertung notiert. Der Wert des Spiels ergibt sich wie unter „Reizen“ erklärt.
Es gibt verschiedene Möglichkeiten, die Punkte zu notieren:
- Es werden immer nur beim Alleinspieler Punkte aufgeschrieben: Hat er gewonnen, so bekommt er den Wert des Spiels als Punkte. Hat er verloren, dann wird ihm der doppelte Wert des Spiels abgezogen (bei offiziellen Turnieren vorgeschriebene Anschreibung).[5]
- Die Punkte werden grundsätzlich als Minuspunkte notiert: Gewinnt der Alleinspieler, bekommen beide Gegner (und ggf. der Geber beim Spiel zu viert) den Wert des Spiels als Minuspunkte notiert. Verliert er, bekommt er allein (wie oben) die doppelte Minuspunktzahl.
  - Beim Bierlachs wird diese Methode in Runden von 301 (bei drei Spielern) oder 401 (bei vier Spielern) aufgeschrieben. Wer 301 beziehungsweise 401 oder mehr Minuspunkte erreicht, hat die Runde verloren, und danach geht das Spiel wieder bei null los.
- Der Solospieler bekommt 50 Punkte (und Punkte in Höhe des einfachen Spielwerts) für seine gewonnenen Spiele; verliert er, erhält er 50 Punkte Abzug (und den doppelten Spielwert als Minuspunkte), außerdem bekommt die Gegenpartei am Dreiertisch je 40 Pluspunkte. Beim Vierertisch erhält die Gegenpartei einschließlich des Kartengebers je 30 Punkte, wenn der Alleinspieler verliert (erweitertes Seeger-System).
- Ursprünglich wurde Skat um Geld gespielt, wobei der Einsatz in Bruchteilen der Währung ausgedrückt wurde (zum Beispiel 1/10 Cent) und im Bezug zu den Punkten stand. Auch heute ist Skatspiel mit finanziellem Einsatz noch üblich.
- Preisskat zählt gemeinhin nicht zu den Glücksspielen im Sinne des § 284 StGB und darf deshalb um Geld gespielt werden. Dies rührt daher, dass Preisskat ein turniermäßig veranstaltetes Spiel ist, das genügend lang stattfindet, um eine Kategorisierung als Glücksspiel ausschließen zu können[6].

## Varianten
Neben den in der Internationalen Skatordnung festgelegten Regeln gibt es zahlreiche Varianten und inoffizielle Zusatzregeln. Um Missverständnisse zu vermeiden, sollte man sich also vor dem Spiel genau auf die Regeln verständigen.

### Spielwert
- Verbreitet wird der Spitzenfaktor allein auf Basis der Buben bestimmt. Hat man zum Beispiel alle vier Buben und das Trumpf-Ass auf der Hand, zählt dies dennoch nur als „mit 4“ statt „mit 5“. Auch fehlt dadurch die Möglichkeit „ohne 5“ zu spielen, wenn neben den vier Buben auch das Trumpf-Ass fehlt.
- Manche nehmen für den Grand als Grundwert nur 20 statt 24, so wie es bis 1932 in der Skatordnung festgelegt war.
- Manchmal wird für den Grand-Ouvert der eigenständige Multiplikator 36 bzw. 30 (statt 24) verwendet und dafür die Spielstufe offen nicht gezählt. Diese Regel wurde vor einigen Jahren offiziell abgeschafft.
- Manchmal werden Schneider und Schwarz nicht zum Spitzenfaktor gezählt, sondern führen zur Verdopplung des Spielwerts.
- Teilweise werden die Gewinngrade nicht als eine feste Reihenfolge betrachtet, sondern es ist möglich, beliebige Ansagen zu kombinieren, also zum Beispiel trotz aufgenommenen Skats Schneider anzusagen oder ein Spiel einfach nur zu Tisch zu spielen.
- mit Patrouille oder auch Mirakel oder auch Spitze: Der letzte Stich muss mit dem niedrigsten Trumpf erfolgen, dann der vorletzte mit dem zweitniedrigsten Trumpf. Dadurch erhöht sich der Spitzenfaktor des Spielwerts (zum Beispiel „mit 2 Spiel 3 mit 2 Spitzen sind 5 mal Kreuz = 60“). Als Spitzen werden jedoch auch die Trümpfe bezeichnet.
- Rum: Der Alleinspieler sagt vor der Aufnahme des Skats „Rum“ an. Nun muss er den Skat offen zeigen und ihn anschließend aufnehmen. Der Spitzenfaktor erhöht sich dadurch um eins.
- Kontra: Nachdem der Alleinspieler sein Spiel angesagt hat, kann ein Spieler der Gegenpartei in Erwartung, das Spiel zu gewinnen, „Kontra“ sagen und dadurch den Wert des Spiels verdoppeln. Ist der Alleinspieler dennoch davon überzeugt, zu gewinnen, kann er „Re“ erwidern und den Wert dadurch nochmals verdoppeln. Verliert er allerdings ein solches Spiel, bekommt er also achtfache Minuspunkte: 2 (verloren) mal 2 (Kontra) mal 2 (Re) = 8.
- Manche spielen auch mit dem das Re nochmals toppenden „Zippe“ (auch „Supra“, „Bock“ oder „Tischkante-Stuhl“ genannt). „Bock“ (auch „Hirsch“, „Blatt“, „Lachs“ oder „Schuss“ genannt) verdoppeln den Spielwert nochmals; der nun insgesamt versechzehnfacht ist.
- Ein gegnerischer Spieler darf nur dann Kontra sagen, wenn er entweder selbst mitgereizt hat oder als Hinterhand bei mehr als 18 hätte weitersagen können. In der Regel kann er so lange Kontra geben, wie er noch alle 10 Karten auf der Hand hat. In dieser Form und mit den vier Stufen »Kontra«, »Re«, »Zippe« und »Bock« war Kontra bis 1932 Teil der Skatordnung.
- Die Gegenspieler sind mit 30 statt mit 31 Augen aus dem Schneider.
- Verlorene Handspiele werden nicht verdoppelt. Dies war bis 2001 eine offizielle Skatregel. Der passende Spruch hierzu heißt: „Hand wird nicht bestraft“.
- Überreizen ist bei Handspielen nicht möglich. Beispiel: gereizt ohne 3, Spiel 4, Hand 5 × Karo (9) = 45. Im Stock liegt der Kreuz-Bube. Eigentlich wäre das Spiel überreizt: Mit 1, Spiel 2, Hand 3 × Karo (9) = 27. Mit dieser Sonderregel entfällt dies. Für die Punktwertung gilt entweder die Handkarte, hier 45, oder die Karte mit Skat, hier 27.
- Schenken: Der Alleinspieler sagt Grand an, die Gegenspieler schätzen (jeder für sich) ein, dass sie dieses Spiel nicht gewinnen können und bieten dem Alleinspieler an, ihm den Sieg zu schenken. Nimmt er an, werden die Karten eingegeben und das Spiel für den Alleinspieler als einfach gewonnen gewertet. Nimmt er nicht an, muss er die Gegner Schneider spielen. »Nicht angenommen« wird fallweise als zusätzlicher Faktor in die Spielwertberechnung einbezogen.

### Sonderspiele
- Revolution (Wert 92)
  - Variante 1: Das Spiel wird gespielt wie Null-Ouvert-Hand. Die Gegenspieler dürfen ihre Handkarten untereinander tauschen. Wie bei allen Spielen im Skat spielt Vorhand aus.
  - Variante 2: Die Gegenspieler dürfen den Skat aufnehmen, drücken, und dann ausspielen. Gespielt wird wie Null-Ouvert. Sonst bleiben die Regeln gleich.
  - Variante 3: Die Gegenspieler dürfen ihre Karten und den Skat untereinander tauschen. Der Alleinspieler muss ausspielen.
- Bei einer Variante des Grand-Ouvert sagt der Spieler gleichzeitig Schneider und Schwarz an; die Gegenspieler dürfen revolutionieren, also ihre Karten austauschen.
- Sächsische Spitze: Bei dieser Variante der Spitze stechen die Karten in umgekehrter Reihenfolge, dabei sind wie beim Grand die Buben Trumpf, wobei der Karo-Bube der höchste Trumpf ist und zum Beispiel eine Farb-Sieben Farb-Ass und -König mitnimmt. Die absteigende Reihenfolge (vom „höchsten“ zum „niedrigsten“ Trumpf) ist also: 7, 8, 9, 10, D, K, Ass (wie beim Nullspiel reiht sich die 10 ein). Die Wertigkeit der Karten bleibt hingegen erhalten, so dass zum Beispiel ein Ass weiterhin 11 und ein König 4 Augen zählt. Der Grundwert wird mit 20 angenommen. Bei manchen Varianten der Sächsischen Spitze (Oberlausitzer Spitze) wird der Grundwert mit 21 angenommen, im nordöstlichen Teil der Oberlausitz ist er 16.

### Ramsch- und Bockrunden
- Will keiner der Spieler allein spielen, wird Ramsch gespielt: Jeder spielt für sich und muss möglichst wenig Augen erzielen. Die Summe der „gewonnenen“ Karten (inklusive der Kartenwerte im Skat) wird in der Wertungsliste als Minuspunkte eingetragen. Die Augen im Skat werden entweder dem Spieler mit den meisten Augen oder dem Spieler, welcher den letzten Stich macht, angerechnet.
- Eine Schieberamsch-Runde kann nach einem Grand Hand erfolgen.
  - Eine Untervariante für das Ramsch als auch für das Schieberamsch ist der Durchmarsch. Dabei versucht einer der Spieler, alle Stiche zu erhalten, was ihm statt Minuspunkte die vollen 120 einbringt. Allerdings sollte er sein Vorhaben so lang wie möglich geheim halten, da es nur einen einzigen Stich eines Mitspielers braucht, um dieses Vorhaben scheitern zu lassen.
- Bockrunden: Unter bestimmten Voraussetzungen, (wie zum Beispiel gespaltenes Messer oder Spaltarsch, also 60–60, verlorenes Kontra oder gewonnenes Re oder auch bei bloß gegebenem Re oder bei gespieltem Grand Hand) wird eine Runde doppelt gewertet.
- Bock-Ramsch-Runden: Zusätzlich zu einer Bockrunde kann nach besonderen Vorkommnissen auch eine Runde Schieberamsch gespielt werden („3 Bock, 3 Ramsch“). In den Ramsch-Runden hat jeder Spieler die Möglichkeit, statt Ramsch einen Grand-Hand zu spielen. Der Spieler, der einen Grand Hand ansagt, spielt hierbei zum ersten Stich auf.
- Gewinner-Ramsch: Beliebt bei einigen Freizeitturnieren ist eine Variante, in der eingepasste Spiele als Ramsch gespielt werden. Der Spieler mit den meisten Augen erhält den Skat. Gewinner ist der Spieler mit den wenigsten Augen. Angeschrieben werden 23 Punkte wie für einen gewonnenen Null und ein gewonnenes Spiel. Haben zwei Spieler dieselbe niedrigste Augenzahl, obliegt es dem Veranstalter, wie gewertet wird. In der Regel werden beide für berechtigtes Nichtreizen belohnt und erhalten sowohl die 23 Punkte als auch das gewonnene Spiel. Daher der Name.

### Skat mit Ponte
Diese Spielart verdankt ihre Erfindung dem Bestreben, öffentlich Glücksspiele zu veranstalten und gleichzeitig das staatliche Monopol zu umgehen. Beim Skat mit Ponte, der in gewerblichen Spielklubs betrieben wurde, konnten bis zu zehn am eigentlichen Spiel selbst nicht beteiligte Personen mit Geldeinsätzen teilnehmen.
Der Skat mit Ponte wurde alsbald als „Totalisator- oder wettähnliches Glücksspiel“ eingestuft und 1957 verboten. (Dieses Urteil ist freilich aus der damals vorherrschenden Rechtsauffassung betreffend Wetten zu verstehen.)
Die Bezeichnung Ponte leitet sich vom französischen Pointeur (Gegenspieler des Bankhalters, vgl. auch Baccara, Ecarté-Chouette) ab.

## Verwandte Kartenspiele

### Altenburger Farbenreizen
Das Altenburger Farbenreizen ist die ursprüngliche Variante, die bis 1927 die in der Skatordnung vorgeschriebene Spielart war.

### 6er-Skat
6er-Skat wird gespielt wie richtiges Skat, wird jedoch mit einem Blatt mit 6ern gespielt (36 Karten). Die 6 reiht sich unter die 7 ein, zählt jedoch 6 Augen. Die Maximalaugenzahl erhöht sich auf 144, verloren ist ein Spiel ab 72, Schneider ab 36. Jeder Spieler bekommt elf Karten, im Skat liegen 3. Das Spiel eignet sich, ein wenig Abwechslung in eine routinierte Skatrunde zu bringen.

### Räuberskat
Beim Räuberskat wird auf das Reizen verzichtet. Die Spieler müssen der Reihe nach Pflichtspiele absolvieren. Die Spielarten sind je ein Farbenspiel, ein Grand, ein Null und ein Ramsch. Der Alleinspieler muss sich nach dem Einsehen der ersten fünf Karten für eine Spielart entscheiden, wobei jede Spielart von jedem Spieler nur einmal gespielt werden darf. Die Punkte werden regulär gezählt und die Runde endet, wenn jeder Spieler seine Pflichtspiele absolviert hat. Insgesamt gibt es also bei drei Spielern immer zwölf, bei vier Spielern 16 Spiele in einer Runde. Diese Variation ist vor allem für Anfänger mit wenig Erfahrung beim Reizen interessant, hat aber auch für Fortgeschrittene ihren Reiz durch die Pflichtspiele und den Entscheidungszwang.

### Ass
Eine weitere Variante ist Ass. Hier spielen drei Spieler ohne Reizen. Dabei ist automatisch derjenige Alleinspieler, der das Ass einer bestimmten Farbe hat (z. B. Rot-Ass). Dieses ist dann auch der höchste Trumpf vor dem Eichel- (Kreuz-) Buben. Der Alleinspieler bestimmt die Trumpffarbe und spielt ein Farbspiel.

### Idiotenskat
Beim Idiotenskat werden die Karten verkehrt herum gehalten, so dass man selbst nur die Karten der anderen Mitspieler, nicht aber die eigenen sieht (vgl. Quodlibet – Offene Hose). Das eigene Blatt kann also nur indirekt erschlossen werden, was beim Reizen noch zu wenig Problemen führt. Während des Spiels ist dann natürlicherweise die Pflicht zu bedienen aufgehoben, und das Spielergebnis ist relativ dem Zufall überlassen. Umso wichtiger ist es, durch Mimik, Gestik und geeignete Sprüche vom schlechten Spiel abzulenken. Idiotenskat eignet sich dazu, einen Skatabend humorvoll abzuschließen.

### Kameruner Skat
Das Kameruner Skat (Camerun-Skat) ist ein Karten-Glücksspiel für drei oder mehr Spieler, das allerdings mit dem üblichen Skat nur den Namen und die Verwendung eines Pakets von 32 Karten gemeinsam hat.

### Abwandlungen für zwei Spieler
Für zwei Spieler gibt es Varianten namens Skat mit einem Strohmann, Oma-Skat und Offiziersskat (auch Bauernskat, mit einer Variante Admiralsskat).

#### Skat mit einem Strohmann
Fehlt ein dritter Spieler, so kann Skat auch zu zweit mit einem Strohmann gespielt werden. Zusatzregeln sind:
- Neben dem normalen Skat gibt es einen zweiten Skat von drei Karten, der nie aufgedeckt und erst nach dem letzten Stich dem Spieler mit den meisten Augen hinzugerechnet wird; entsprechend spielt jeder mit neun Karten.
- Der Strohmann ist immer in Mittelhand und passt immer.
- Das Blatt des Strohmanns wird nach Ausspielen der ersten Karte aufgedeckt und vom Gegenspieler gespielt.

#### Skat En Deux
Skat En Deux ist eine Variante des klassischen Skatspiels, die mit nur zwei Spielern gespielt wird. Der Gegenspieler übernimmt hierbei den Part des dritten Spielers. Die Karten dieses Spielers werden aber – nach der Spielansage – auch dem Alleinspieler gezeigt. Der Kartengeber reizt seinen Mitspieler. Alleinspieler wird, wer das höchste Reizgebot gesagt bzw. gehalten hat. Der „dritte Mitspieler“ ist am Reizvorgang nicht beteiligt. Passt der Kartengeber sofort, kann der Mitspieler ein Spiel wagen oder ebenfalls passen. Passt auch er, wird das Spiel eingepasst.

### Pilotenskat
Beim Piloten-Skat spielen zwei Spieler mit normaler Kartenverteilung, aber ohne den dritten Mitspieler. Der Geber gibt seinem Gegenüber die erste Karte und dem rechts Nichtvorhandenen die zweite Karte. Der Geber reizt den zweiten Spieler, als wären sie zu dritt. Der Alleinspieler nimmt den Skat auf, drückt und tauft sein Spiel, nun spielt Spieler zwei mit der dritten Karte gegen den Alleinspieler. Die dritte Karte wird nach dem Ausspiel aufgedeckt und ist für beide sichtbar, wird jedoch ausschließlich vom Gegenspieler bedient.

### Bieter
In der Schweiz wird mit den dort üblichen Jasskarten eine abgewandelte Form von Skat gespielt, zumeist Bieter genannt (nicht zu verwechseln mit dem Bieten). Gespielt wird fast immer zu dritt oder zu fünft. Beim Spiel zu fünft darf derjenige Spieler, der am meisten bietet (am höchsten reizt), eine Karte wünschen. Von den Mitspielern wird nun der Besitzer dieser Karte sein Partner. Zu viert spielt einer gegen drei; der Vierer-Bieter gilt aber eher als Glücksspiel und wird selten gespielt.
Siehe auch Kategorie:Skatvariante

## Anzahl der Verteilungen
Die Anzahl der verschiedenen Kartenverteilungen bei einem regelgerechten Skatspiel lässt sich mit Mitteln der Kombinatorik beantworten:
Die 32 Karten werden auf drei Spieler zu je zehn Karten und zwei Karten auf den Tisch verteilt. Es gibt 32! (32 Fakultät) Möglichkeiten, alle 32 Karten zu permutieren, also sie in eine bestimmte Reihenfolge zu bringen. Die Reihenfolge der zehn Karten jedes Spielers, und auch die der beiden Karten im Skat, ist jedoch gleichgültig, sodass sich mit
{\displaystyle {\frac {32!}{10!\cdot 10!\cdot 10!\cdot 2!}}=2\,753\,294\,408\,504\,640}
etwa 2,8 Billiarden mögliche Kartenverteilungen ergeben. Auf diese Zahl kommt man auch durch folgende Überlegung: Der erste Spieler erhält zehn aus 32 Karten, der zweite Spieler zehn aus den verbleibenden 22 Karten, der dritte Spieler zehn aus den restlichen zwölf Karten und in den Skat kommen die letzten zwei Karten. Mit Hilfe der Binomialkoeffizienten ergibt das
{\displaystyle {\binom {32}{10}}\cdot {\binom {22}{10}}\cdot {\binom {12}{10}}\cdot {\binom {2}{2}}=2\,753\,294\,408\,504\,640}.

## Computer- und Onlinevarianten
- XSkat